# Daniel Segura
Daniel Isaías Segura González, noto semplicemente come Daniel González (Rioverde, 17 marzo 1999), è un calciatore ecuadoriano, attaccante del Leones del Norte.

## Carriera

### Club
Ha giocato nella prima divisione ecuadoriana.

### Nazionale
Con la nazionale Under-20 ecuadoriana ha preso parte al Sudamericano Under-20 2019 ed al Mondiale Under-20 del medesimo anno.

## Statistiche
Statistiche aggiornate al 21 gennaio 2019.

### Cronologia presenze e reti in nazionale
| Cronologia completa delle presenze e delle reti in nazionale ― Ecuador under 20 | Cronologia completa delle presenze e delle reti in nazionale ― Ecuador under 20 | Cronologia completa delle presenze e delle reti in nazionale ― Ecuador under 20 | Cronologia completa delle presenze e delle reti in nazionale ― Ecuador under 20 | Cronologia completa delle presenze e delle reti in nazionale ― Ecuador under 20 | Cronologia completa delle presenze e delle reti in nazionale ― Ecuador under 20 | Cronologia completa delle presenze e delle reti in nazionale ― Ecuador under 20 | Cronologia completa delle presenze e delle reti in nazionale ― Ecuador under 20 |
| Data                                                                            | Città                                                                           | In casa                                                                         | Risultato                                                                       | Ospiti                                                                          | Competizione                                                                    | Reti                                                                            | Note                                                                            |
| ------------------------------------------------------------------------------- | ------------------------------------------------------------------------------- | ------------------------------------------------------------------------------- | ------------------------------------------------------------------------------- | ------------------------------------------------------------------------------- | ------------------------------------------------------------------------------- | ------------------------------------------------------------------------------- | ------------------------------------------------------------------------------- |
| 20-1-2019                                                                       | Curicó                                                                          | Uruguay under 20                                                                | 3 – 1                                                                           | Ecuador under 20                                                                | Sudamericano Sub-20 2019 - 1º turno                                             | -                                                                               | 79’                                                                             |
| Totale                                                                          |                                                                                 | Presenze                                                                        | 1                                                                               |                                                                                 | Reti                                                                            | 0                                                                               |                                                                                 |